# Mr. H.G. van der Vies-prijs
De Mr. H.G. van der Vies-prijs was een Nederlandse toneelprijs die bestond tussen 1939 en 2008.
Deze prijs werd in 1939 ingesteld door de Vereniging van Letterkundigen. De vereniging had in 1936 een legaat ter waarde van 15.000 gulden ontvangen van mr. H.G. van der Vies, een Amsterdamse toneelrecensent. Voorwaarde aan het legaat was dat de rente als twee-jaarlijkse prijs uitgereikt moest worden aan de auteur van het beste Nederlandse toneelwerk dat in de achterliggende periode van twee jaar was vertoond of gepubliceerd. De prijs werd aanvankelijk eenmaal per twee, en vanaf 1973 eenmaal per drie jaar toegekend. Wanneer er in een periode geen toneelwerk in aanmerking kwam voor de prijs, werd het legaat met de rente verhoogd.  
De laatste uitreiking van de prijs vond plaats in 2008. In dat jaar had de vereniging nog 14.000 euro over uit het oorspronkelijke legaat. Men besloot hierop om dat jaar aan twee mensen 5.000 euro uit te reiken, en de rest van het legaat op te maken aan de uitreiking van de prijs en een essay.
Aan Ary den Hertog werd de prijs tweemaal toegekend; in 1939 voor Des duivelsprentenboek, en in 1954 nogmaals, nu voor Heksenproces.

## Prijswinnaars
- 2008 - Magne van den Berg, voor De lange nasleep van een korte mededeling, en Jorieke Abbing, voor Beste sneeuw (jeugdtheater)
- 2005 - Lot Vekemans, voor Truckstop en Zus van
- 2002 - Abdelkader Benali, voor Yasser
- 1999 - Peer Wittenbols, voor Noordeloos
- 1996 - Carolina Mout en Bodil de la Parra, voor Orgeade Overzee
- 1994 - Pauline Mol, voor Het laatste kind
- 1991 - Marian Boyer en Pamela Koevoets, voor Gebied
- 1988 - Gerben Hellinga, voor Geluk
- 1985 - Edwin de Vries en Annechien Vink, voor Moorddroom
- 1982 - Ger Thijs, voor De kwekeling
- 1976 - Jules Dister, voor Het record en De motor, en Ger Beukenkamp, voor Weiland
- 1973 - Guus Baas, voor Kop, poten en de liefde
- 1971 - Dick Walda, voor Duivengeld
- 1969 - Hans Keuls, voor Confrontatie op het Forum Romanum
- 1967 - Lizzy Sara May, voor De jaargetijden, en Yvonne Keuls, voor Onbegonnen werk
- 1965 - Marie-Sophie Nathusius, voor Gedenk Leo Vroom
- 1963 - Manuel van Loggem, voor Jeugdproces, en  eervolle vermelding voor Hendrik Sparreboom, voor De stenen Salomo
- 1960 - Gerard Kornelis van het Reve, voor Moorlandhuis
- 1958 - Jan Staal, voor De laatste verlofganger
- 1956 - Ed Hoornik, voor Het water
- 1954 - Ary den Hertog, voor Heksenproces
- 1952 - Top Naeff, voor Zie de maan schijnt door de bomen
- 1948 - Jan van Lumey[4], voor Rococo, en Luisa Treves[5], voor De ring en de kelim
- 1944 - Ank van der Moer, voor Waar is mijn dochter
- 1941 - Johan Broedelet, voor Waarom lacht u
- 1939 - Jan de Hartog, voor De ondergang van de vrijheid, en Ary den Hertog, voor Des duivels prentenboek